# NGC 6061
NGC 6061 is een elliptisch sterrenstelsel in het sterrenbeeld Hercules. Het hemelobject werd op 8 juni 1886 ontdekt door de Amerikaanse astronoom Lewis A. Swift.

## Synoniemen
- UGC 10199
- MCG 3-41-118
- ZWG 108.145
- DRCG 34-134
- PGC 57137